# Byron Moreno
Byron Aldemar Moreno Ruales (23. listopadu 1969 Quito) je bývalý ekvádorský fotbalový rozhodčí a odsouzený pašerák drog.

## Zatčení
Dne 21. září roku 2010 byl zatčen na letišti JFK v New York City, když se snažil pašovat přes šest kilogramů heroinu který měl schován ve svém spodním prádle. V lednu 2011 se k pašování přiznal a čelil hrozbě trestu odnětí svobody až na deset let. Dne 23. září 2011 byl Moreno odsouzen na dva a půl roku vězení za pašování heroinu. O 26 měsíců později byl propuštěn z vězení a vrátil se do Ekvádoru.